# Strupsmühle
Strupsmühle war eine Ortslage in der bergischen Großstadt Solingen. Sie ging auf eine dort befindliche Wassermühle zurück, die 1940 niedergelegt wurde.

## Lage und Beschreibung
Der heute wüst gefallene Ort Strupsmühle befindet sich im Westen des Stadtbezirks Burg/Höhscheid. Die Wüstung liegt im Weinsberger Bachtal, das sich zwischen den beiden auf Höhenrücken verlaufenden Straßen Lacher Straße und Bergerstraße / Irler Hof befindet. Die Wüstung der Mühle befindet sich am Nordufer des Weinsberger Bachs, westlich quert eine kleine Fußgängerbrücke den Bach. 
Der heutige Stadtplan bezeichnet die Stelle als Eichhornskotten, an der früher die Strupsmühle stand. Dort sind keine Reste der Mühle mehr erkennbar. Den Namen Strupsmühle trägt im heutigen Stadtplan noch eine Zuwegung vom Enderskotten im Osten sowie eine Ansiedlung mit wenigen Gebäuden im Weinsbergtal nordöstlich von Vormeiswinkel.
Benachbarte Orte sind bzw. waren (von Nord nach West): Irler Hof, Unten- und Mittelhöhscheid, Enderskotten, Lache, Vormeiswinkel, Wipperbanden, Höhmannsberg und Kohlsberg.

## Etymologie
Der Ortsname ist laut Brangs von dem Familiennamen Strup abgeleitet, wobei er diese Erläuterung mit einem Fragezeichen versehen hat.

## Geschichte
Es handelte sich bei der Strupsmühle zunächst um einen Schleifkotten, der bereits in der Ploennies-Karte von 1715, Blatt Amt Solingen, unbenannt verzeichnet ist. Der Kotten wurde vermutlich im 19. Jahrhundert in eine Fruchtmühle umgewandelt.
Der Ort wurde in den Registern der Honschaft Höhscheid innerhalb des Amtes Solingen geführt. Die Topographische Aufnahme der Rheinlande von 1824 verzeichnet den Ort unbenannt, die Preußischen Uraufnahme von 1844 verzeichnet ihn als Schl. In der Karte vom Kreise Solingen aus dem Jahr 1875 des Solinger Landmessers C. Larsch ist der Ort als Strupsmühle verzeichnet. Die Preußische Neuaufnahme von 1893 verzeichnet den Ort als Strup's M.
Der Ort gehörte nach Gründung der Mairien und späteren Bürgermeistereien zur Bürgermeisterei Höhscheid, die im Jahre 1856 das Stadtrecht erhielt, und lag dort in der Flur VI. Meiswinkel. 
Mit der Städtevereinigung zu Groß-Solingen wurde Strupsmühle ein Ortsteil Solingens. 
Die Mühle wurde 1940 niedergelegt. Der Ort wurde nicht wieder bebaut und fiel brach. Die von der Mühle abgeleitete Ortsbezeichnung Strupsmühle ist bis heute im Solinger Stadtplan erhalten. Allerdings ist sie nicht an der Stelle der einstigen Mühle zu finden, sondern sie bezeichnet etwa 300 Meter südöstlich mehrere Gebäude an der nach ihr benannten Zuwegung Strupsmühle im Weinsbergtal. Die Stelle, an der bis 1940 die Strupsmühle stand, heißt im heutigen Stadtplan Eichhornskotten.